# Институт фольклора НАН Азербайджана
 Институт Фольклора  — один из институтов Отделения Гуманитарных и Общественных Наук Национальной академии наук Азербайджана. 

## Деятельность
Основной целью института является сбор и исследование образцов азербайджанского фольклора.

Направления деятельности

- Сбор во всех регионах республики произведений азербайджанского фольклора и фольклорных источников тюркской мифологии
- Документирование, составление каталога, поиск новых фольклорных источников
- Составление на основе отдельных произведений фольклора, собранных в регионах Азербайджана, единого сборника фольклора

## История Института
В 1994 году в составе института литературы имени Низами в качестве научно-культурного центра начал свою деятельность Дворец культуры. В 2003 году Дворец культуры был реорганизован в самостоятельный Институт Фольклора.

### 1920-е годы
В 1920-х годах в Организации исследования и изучения Азербайджана (ОИСА) действовала научная организация фольклора в Азербайджане. Фольклорскую комиссию в 1923—1929 годах возглавлял фольклорист Ханафи Зейналлы. Он также был главой отдела устной литературы, созданного в Закавказском филиале Научной академии СССР.
В 1935 году открылся Азербайджанский филиал Научной академии СССР, и на базе той же отрасли создан Сектор фольклора, который возглавил Ханафи Зейналлы, З. Закиров, а затем А. Авадяев.

### Репрессии
Репрессии в 1937 году повлияли на работу Сектора, как и на остальные сферы в Азербайджане. Фольклористы Ханафи Зейналли, Вали Хулуфлу, С. Мумтаз, А. Абид, Х. Ализаде и др. стали жертвами репрессий. С 1939 года Сектор продолжал свою деятельность на базе Института литературы имени Низами Гянджеви во главе с такими фольклористами, как Исрафил Аббаслы и Мамедхусейн Тахмасиб.

### 1980—1990 годы
Этот период сопровождался демократической деятельностью Фольклорного института и созданием кафедры мифологии во главе с профессором М.Сеидовым. После получения государственной независимости повысилась важность всестороннего изучения фольклорных образцов, научных проектов. Научно-культурный центр «Дворец фольклора», созданный в Институте литературы в 1994 году, и индивидуальное здание центра расположено в Ичаришахар. Исполнительным директором Научно-культурного центра «Дворец фольклора» в Институте литературы НАНА имени Низами является Гусейн Исмаилов.

### 2000-е годы
Научно-культурный центр продолжал свою деятельность как независимое структурное подразделение Национальной научной академии Азербайджана, с 2003 году до 2011 года возглавлял его Х.Исмаилов.
После 2010 года институт расширил свою структуру, создав несколько отделов, таких как отдел классического фольклора, отдел фольклора тюркских народов, департамент Деде Коркут, отдел Ашикской деятельности, кафедра мифологии, кафедра Южного Азербайджана, кафедра современного фольклора, кафедра торжественного фольклора, кафедра фольклора и письменной литературы, кафедра сбора и систематизации фольклора, кафедра музыкального фольклора, фольклорного фонда, секции фольклора ограниченных народов, секции внешних связей, секции редакционно-издательского, фольклорного ансамбля «Ирс» и фольклорной студии.
В 2012 году Институт фольклора НАНА стал членом кавказских университетов, объединяющих около 40 научно-образовательных и научно-исследовательских институтов Кавказа и Анатолии.

## Дирекция
- 1998—2011 — Гусейн Алескер оглы Исмаилов, доктор филологических наук
- Иманов, Мухтар Казым оглы, доктор филологических наук

## Структура

### Учёный совет института
Совет является основной директивной структурой института. Основными вопросами, обсуждаемыми в Совете, являются утверждение планов и счетов научно-исследовательских работ, публикация научных исследований и фольклорных коллекций, организация научных конференций и совещаний.

### Отдел фольклора тюркских народов
Этот отдел начал свою деятельность с 2003 года, чтобы исследовать азербайджанский фольклор в общем тюркском контексте. Кроме того, отдел фольклора тюркских народов проводит исследования фольклорных образцов тюркских народов, анализирует фольклорные памятники, распространенные тюркские фольклорные тексты, переводы и публикации фольклорных примеров. В процессе расследования отдел исследует связи между нациями и выясняет проблемы, связанные с фольклором различных тюркских народов. Начальником отдела является Афзаладдин Аскеров.

### Отдел Деде Коркут
В ранние годы кафедра называлась «изучение Коркута», созданная в 2000 году, посвященная 1300-летию «Книги Деде Коркута». С 2011 года отдел начал действовать под названием «Деде Коркут». Этот отдел проводит анализ «Книги Деде Коркут» и других древнетюркских эпосов. На основе этих анализов отдел периодически публикует научный журнал под названием «Деде Коркут». Начальником отдела является Тофиг Гаджиев.

### Отдел деятельности Ашика
Кафедра была создана в 2001 году, а с 2003 года действует как отдел на базе Института фольклора. Основные обязанности кафедры — сбор и публикация художественных образцов ашиков, написание монографических исследований на основе исследования генезиса и типологии азербайджанской ашикской деятельности. Кроме того, отдел сохраняет и осуществляет деятельность по развитию искусства ашика. Начальником отдела является Эльхан Мамедли.

### Отдел мифологии
В 2003 году этот отдел был создан как самостоятельное подразделение на базе Института фольклора. Он имеет различные масштабы рабочего пространства, такие как сбор мифологических текстов страны, классификация и определение их историко-культурных корней, проведение диахронического изучения структуры мифа, исследование проблем, связанных с уровнями мифо-фольклорной структуры, и изучение морфологической типологии мифа.
Кроме того, кафедра мифологии исследует мифологические образцы тюркского контекста и определяет проблемы, касающиеся текстов тюркского национального мышления. Согласно исследованиям, отдел исследует влияние тюркского мифологического стиля на структуру создания азербайджанского национального стиля. Заведующий кафедрой — доцент Сейфеддин Рзаев.

### Департамент Южного Азербайджана
Отдел начал свою деятельность в 2013 году, чтобы исследовать фольклор Южного Азербайджана. На основании исследований отдел занимается публикацией, сохраняя образцы фольклора Южного Азербайджана и определяя их проблемы как научные темы. Кафедрой руководит доктор философии Матанат Аббасова.

### Отдел современного фольклора
Отдел современного фольклора был создан для того, чтобы исследовать азербайджанский язык в современном контексте и определить современное народное мышление в настоящее время. Кроме того, он исследует вновь созданные фольклорные жанры в современный урбанизационный период. Кафедра создана в 2011 году и возглавляет ее Физули Гозалов.

### Департамент Церемониального фольлора
Кафедра действует с 2011 года и проводит исследования и сбор народных обрядов, спектаклей и ритуалов. Кроме того, этот отдел отвечает за исследования народной информации, убеждений, ритуальных элементов, традиционных праздников страны. Заведующий кафедрой — доцент Агаверди Халилов.

### Отдел фольклора и письменной литературы
Кафедра начала свою деятельность в 2011 году. Основными направлениями кафедры являются исследования проблем, связанных с фольклором и письменной литературой, проблемами использования письменного фольклора и мифологии. Согласно исследованиям, отдел публикует научные статьи о классической литературе Азербайджана. Профессор Камран Алиев возглавляет отдел фольклора и письменной литературы.

### Отдел сбора и систематизации фольклора
Отдел действует с 2011 года. Основными обязанностями кафедры являются сбор фольклорных образцов из разных регионов страны и их систематизация в соответствии с жанрами. Что касается коллекций, отдел организует сохранение и публикацию фольклорных материалов. Фарис Рустамзаде возглавляет отдел.

### Отдел музыкального фольклора
Фольклор Департамента музыки был создан в 2011 году и присоединился к искусству Ашика и саз-мастерству. Кафедрой руководит Наила Рахимбайли. Основные направления деятельности кафедры — сбор древних народных музыкальных произведений и музыки ашика и их восстановление. В то же время отдел анализирует искусство мугама и определяет теоретическую классификацию в отношении исследований.

### Фольклорный фонд
Фонд также известен как научный архив и занимается сбором и сохранением всех фольклорных материалов, которые собираются отделами. Примерно тысячи фольклорных материалов были собраны в течение активного периода научного фонда с 1995 года. С 2009 года научный фонд возглавляет Гуллер Галандарлы.

### Отдел азербайджанского фольклора
Направление деятельности отдела
- Исторические и теоретические вопросы азербайджанского фольклора.
- Сбор, изучение и публикация азербайджанского фольклора.

Заведующий отделом — Мухтар Иманов, доктор филологических наук.